# Opavské knížectví
Opavské knížectví nebo také vévodství (německy Herzogtum Troppau, polsky Księstwo Opawskie) bylo historickým útvarem na moravsko-slezském pomezí v okolí dnešních měst Opavy, Bruntálu, Krnova, Hlučína a polských Hlubčic.

## Historie

### Raný středověk
V 6. století se na území pozdějšího Opavska usadil západoslovanský slezský kmen Holasiců. V 7. až 9. století Holasici vytvořili kmenový svaz založený na rozvoji rodových vztahů a kopaničářském zemědělství, spjatém s lovem a rybolovem. V 9. století se o podrobení Holasic snažila Velkomoravská říše. Za vlády moravského knížete Svatopluka I. moravská vojska ničila zdejší holasická hradiště a snažila se o podrobení oblasti, což se jim v omezené míře povedlo. Po pádu Velkomoravské říše se Holasice dostaly pod nadvládu Českého knížectví. Na počátku 11. století přemyslovský stát ztratil většinu Slezska, nicméně Holasicko si udržel. Samotné Holasicko bylo spravováno jakožto Holasická provincie (později nazývaná Opavská provincie) v rámci Olomouckého údělu. V roce 1182 se údělná knížectví sjednotila do Markrabství moravského, z něhož se později vyčlenily Olomoucké biskupství a Opavské knížectví jakožto samostatné země Koruny české.

### Přemyslovci
Kolem roku 1269 udělil Přemysl Otakar II. svému nemanželskému synovi Mikulášovi (1255–1318) Opavsko nebo část příjmů z něj. V listinách se pak o Mikulášovi mluví jako o „pánovi Opavy“; není však podloženo, že by byl již prvním opavským knížetem.[zdroj?]
Přechodně zde (na hradě v Hradci nad Moravicí) po bitvě na Moravském poli sídlila královna vdova Kunhuta a po Mikulášově návratu z uherského zajetí potomci vedlejší větve Přemyslovců. Roku 1318 bylo Opavsko předáno Mikulášovu synovi Mikuláši II. (1288–1365), který se tak stal prvním doloženým knížetem, a bylo potvrzeno jako léno Českého království, později České koruny. Opavsko tak bylo vyčleněno z Moravy jako samostatná země. V letech 1336 až 1365 bylo personálně spojeno s Ratibořským knížectvím. Po smrti Mikuláše II. bylo Opavsko rozděleno mezi jeho čtyři syny. Dokonce i samotné město Opava bylo rozčtvrceno, vznikly čtyři na sobě nezávislé městské rady spravující čtyři části rozděleného města. Tento systém se však ukázal neefektivním a bylo od něj záhy upuštěno.

### 14.–16. století

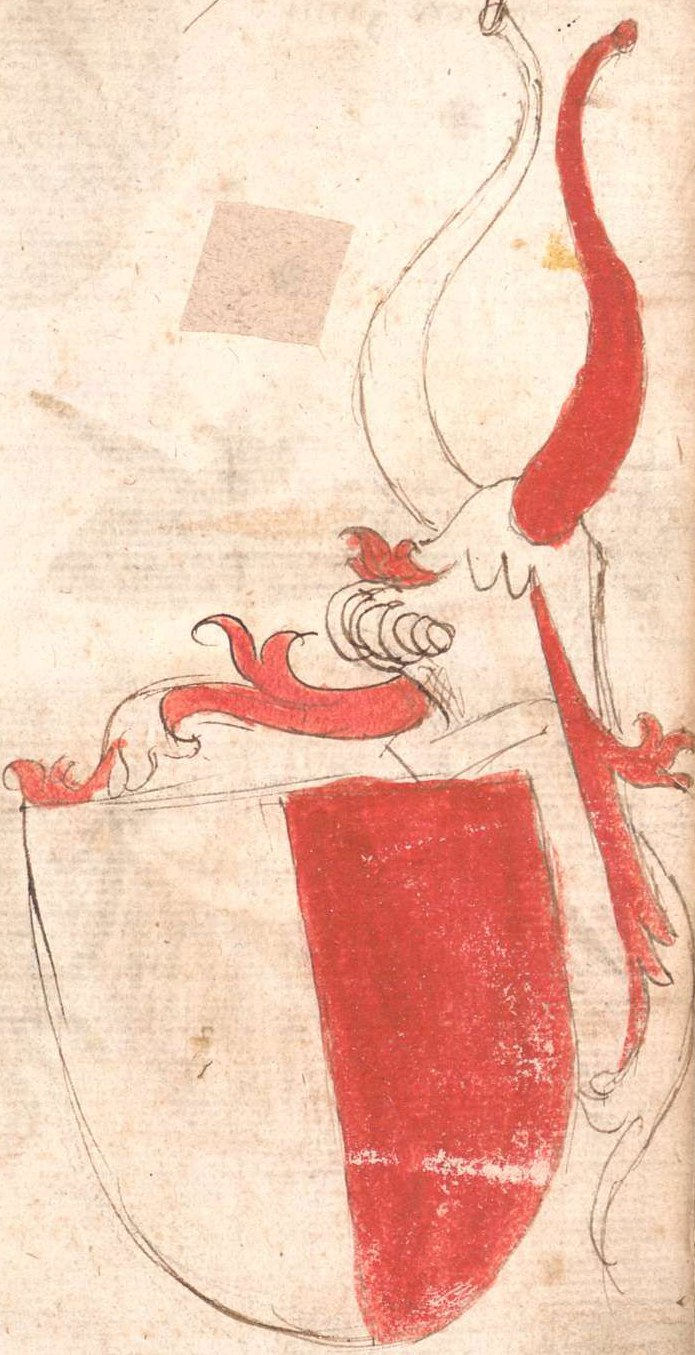
Znak opavského knížete v lexikonu Wernigerode Armorial z 15. století

Státní znak Lichtenštejsnka dodnes obsahuje znak Opavska

Roku 1377 bylo Opavsko rozděleno na opavskou a krnovskou část, od kterých se později oddělila samostatná stavovská panství Albrechtice (Olbersdorf) a Bruntál. Opavsko samo bylo děleno mezi řadu členů Mikulášových potomků, až se někdy před rokem 1465 dostalo do rukou českého krále Jiřího z Poděbrad (1420–1471). Ten ustanovil novým knížetem svého syna Viktorína. Poděbradovci se však na Opavsku neuchytili stejně dobře jako v Minsterberku, neboť na nátlak uherského a českého krále Matyáše Korvína mu museli roku 1485 své knížectví postoupit. Matyáš pak postupoval stejně jako Jiří z Poděbrad a Opavsko dal svému synovi Jánošovi. Dějiny mají tendenci se opakovat a nejinak tomu bylo i zde. Po smrti Matyáše se vlády nad Slezskem chopil dle olomouckých úmluv Vladislav II. Jagellonský. Jánoš bez podpory svého otce neustál jagellonský tlak a knížectví tak opět měnilo majitele. Tentokrát však zůstalo v rukách českých králů. Roku 1526 přešlo po smrti Ludvíka Jagellonského a zvolení českým králem Ferdinanda I. Habsburského pod vrchnost rakouských Habsburků.

### Lichtenštejnové

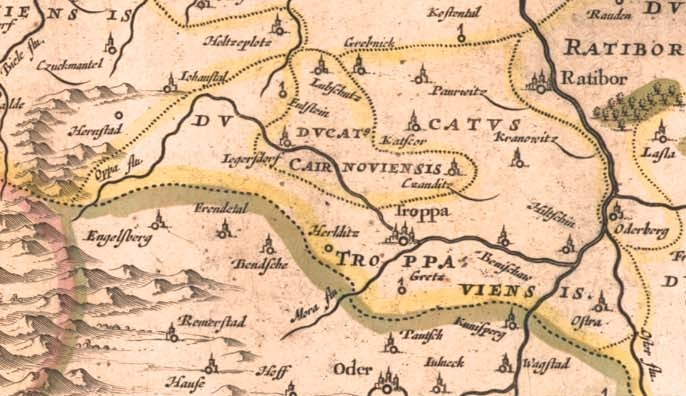
Opavské knížectví na mapě z roku 1645

Král Matyáš udělil Opavsko roku 1613 lénem svému důvěrníkovi Karlovi I. z Lichtenštejna (1569–1627) a formálně je stvrdil jako součást Slezska.
Po první slezské válce bylo v roce 1742 území Vratislavským mírem opět rozděleno. Část ležící východně od města Opavy a severně od řeky Opavy (Hlubčice a Prudník) připadla k Prusku a jižní část s Krnovem, Bruntálem, Bílovcem a Opavou k Rakousku jako součást rakouského Slezska. Rakouská část se po první světové válce v roce 1918 stala společně s jižní částí pruského Ratibořska (Hlučínsko) součástí Československa jako součást českého Slezska. Pruská část připadla po druhé světové válce Polsku.
I přes ztrátu vlády nad Opavským a Krnovským knížectvím používají dosud vládnoucí monarchové lichtenštejnského rodu tituly vévody opavského a vévody krnovského, které mají zaručené ústavou Lichtenštejnského knížectví.